# Niełgomoziero
Niełgomoziero (ros. Нелгомозеро) – osiedle w Rosji, w Karelii, w rejonie kondopożskim. W 2010 liczyło 182 mieszkańców.